# سل بمل

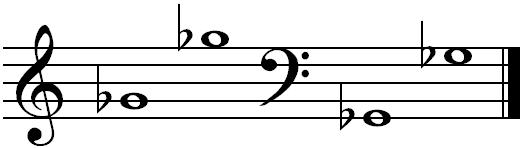
نت سل بمل

سل بمل (انگلیسی: G-flat) با مخفف (♭G) یک نت از نت‌های موسیقی است که نیم پرده دیاتونیک بالاتر از «فا» و نیم پرده کروماتیک پایین‌تر از «سل» صدا می‌دهد. «سل بمل» نت مترادف «فا دیز» محسوب می‌شود. یک «سل بمل» وسط یا (۴♭G) بر اساس زیروبمی، فرکانسی معادل (۳۶۹٫۹۹۴ هرتز) را داراست.

## گام
گام‌ها بر پایه نت «سل بمل» عبارتند از:
- سل بمل ماژور : سل بمل، لا بمل، سی بمل، دو بمل، ر بمل، می بمل، فا، سل بمل.
- سل بمل مینور تئوریک : سل بمل، لا بمل، سی دوبل بمل، دو بمل، ر بمل، می دوبل بمل، فا بمل، سل بمل.
- سل بمل مینور هارمونیک : سل بمل، لا بمل، سی دوبل بمل، دو بمل، ر بمل، می دوبل بمل، فا، سل بمل.
- سل بمل مینور ملودیک بالا رونده : سل بمل، لا بمل، سی دوبل بمل، دو بمل، ر بمل، می بمل، فا، سل بمل.
- سل بمل مینور ملودیک پائین رونده : سل بمل، فا بمل، می دوبل بمل، ر بمل، دو بمل، سی دوبل بمل، لا بمل، سل بمل.